# فهرست آثار ملی شهرستان درگز
فهرست آثار ملی شهرستان درگز شامل ۹۱ اثر ملی در شهرستان درگز است که تا ۱۳۹۷ به ثبت رسیده‌اند که سهم این شهرستان در سطح استان خراسان رضوی که بالغ بر ۱۴۰۷ اثر تاریخی ثبت شده دارد معمول است.
تپه و گورستان شمسی خان اولین اثر ملی این شهرستان است که در ۲۳ فروردین ۱۳۴۶ خورشیدی در فهرست آثار ملی ایران قرار گرفت. همچنین آرامگاه حضرت سلطان قدیمی‌ترین بنای تاریخی این شهرستان است.

## آثار ثبت‌شده
| ردیف     | نام اثر                          | نگاره          | دیرینگی                                                       | موقعیت                                                                                            | شمارهٔ ثبت | تاریخ ثبت       | منبع   |
| بناها    | بناها                            | بناها          | بناها                                                         | بناها                                                                                             | بناها     | بناها           | بناها  |
| -------- | -------------------------------- | -------------- | ------------------------------------------------------------- | ------------------------------------------------------------------------------------------------- | --------- | --------------- | ------ |
| ۱        | آرامگاه علامه شهرستانی           |                | دوره تیموری                                                   | یک کیلومتری روستای حضرت سلطان ۳۷°۳۰′۵۶٫۳″ شمالی ۵۸°۵۵′۱۷٫۵″ شرقی / ۳۷٫۵۱۵۶۳۹°شمالی ۵۸٫۹۲۱۵۲۸°شرقی | ۲۷۰۶      | ۲۲ خرداد ۱۳۷۹   | [ ۵ ]  |
| ۲        | آرامگاه حضرت سلطان               |                | دوره سلجوقی                                                   | روستای حضرت سلطان                                                                                 | ۸۲۶۵      | ۲۴ فروردین ۱۳۸۲ | [ ۴ ]  |
| ۳        | صید علیخان درگزی                 | بارگذاری تصویر | دوره قاجار                                                    | شهر درگز - خیابان رضوان، داخل گورستان متروکه شهر                                                  | ۸۲۶۶      | ۲۴ فروردین ۱۳۸۲ | [ ۶ ]  |
| ۴        | آب‌انبار قدیمی لطف‌آباد            | بارگذاری تصویر | دوره قاجار                                                    | شهر لطف‌آباد - خیابان شلیگان                                                                       | ۸۹۴۳      | ۱۰ خرداد ۱۳۸۲   | [ ۷ ]  |
| ۵        | حمام اتانلو                      | بارگذاری تصویر | دوره قاجار                                                    | بخش مرکزی - روستای اتانلو                                                                         | ۱۲۸۸۱     | ۱۹ مرداد ۱۳۸۴   | [ ۸ ]  |
| ۶        | حمام ممتاز                       | بارگذاری تصویر | اواخر دوره قاجار                                              | شهر درگز - خیابان امام‌خمینی، امام‌خمینی ۳۰، نبش خیابان رضوان                                       | ۱۲۹۱۲     | ۱۹ مرداد ۱۳۸۴   | [ ۹ ]  |
| ۷        | حمام کمپانی                      | بارگذاری تصویر | پهلوی اول                                                     | شهر درگز - خیابان پاسداران ۲، نبش خیابان طالقانی                                                  | ۱۳۱۰۸     | ۲۲ مرداد ۱۳۸۴   | [ ۱۰ ] |
| ۸        | حمام جشن‌آباد                     | بارگذاری تصویر | اواخر دوره قاجار                                              | داخل روستای جشن‌آباد                                                                               | ۱۳۸۶۸     | ۲۵ آبان ۱۳۸۴    | [ ۲ ]  |
| ۹        | حمام حقیقی                       | بارگذاری تصویر | پهلوی دوم                                                     | شهر نوخندان - میدان کشاورز، خ ابوعلی سینا، جنب کتابخانه سید علی میرنیا                            | ۱۳۸۸۸     | ۲۵ آبان ۱۳۸۴    | [ ۱۱ ] |
| ۱۰       | بقعه سلطان مراد                  | بارگذاری تصویر | دوره قاجار                                                    | شرق روستای سعدآباد                                                                                | ۱۵۲۴۶     | ۲۴ اسفند ۱۳۸۵   | [ ۱۲ ] |
| ۱۱       | آرامگاه بابا یرغان               | بارگذاری تصویر | دوره قاجار                                                    | ۲۰۰ متری جنوب‌غربی روستای کاهو                                                                     | ۱۵۸۸۷     | ۲۴ مرداد ۱۳۸۵   | [ ۱۳ ] |
| ۱۲       | قلعه رجبه                        | بارگذاری تصویر | سده ۵ - ۸ ق                                                   | ۷ کیلومتری جنوب روستای دودانلو                                                                    | ۱۶۳۲۳     | ۲۴ آبان ۱۳۸۵    | [ ۲ ]  |
| تپه‌ها    |                                  |                |                                                               |                                                                                                   |           |                 |        |
| ۱۳       | تپه و گورستان شمسی خان           | بارگذاری تصویر | دوره اشکانی                                                   | روستای شمس‌خان                                                                                     | ۶۷۱       | ۲۳ فروردین ۱۳۴۶ | [ ۳ ]  |
| ۱۴       | تپه غازان بیگ                    | بارگذاری تصویر | دوره اشکانی - دوره ساسانی                                     | مجاور روستای غازان بیگ                                                                            | ۶۷۲       | ۲۳ فروردین ۱۳۴۶ | [ ۱۴ ] |
| ۱۵       | تپه تفی                          | بارگذاری تصویر | هزاره دوم و اول پیش از میلاد                                  | روستای کماج خور                                                                                   | ۶۷۳       | ۲۳ فروردین ۱۳۴۶ | [ ۱۵ ] |
| ۱۶       | تپه صاحب جان                     | بارگذاری تصویر | هزاره اول پیش از میلاد                                        | غرب شهر درگز                                                                                      | ۶۷۴       | ۲۳ فروردین ۱۳۴۶ | [ ۱۶ ] |
| ۱۷       | یاریم‌تپه                         | بارگذاری تصویر | هزاره پنجم پیش از میلاد ـ تاریخی                              | غرب تپه صاحب جان                                                                                  | ۶۷۵       | ۲۳ فروردین ۱۳۴۶ | [ ۱۷ ] |
| ۱۸       | تپه آرتیان                       | بارگذاری تصویر | اسلامی                                                        | روستای آرتیان                                                                                     | ۶۷۶       | ۲۳ فروردین ۱۳۴۶ | [ ۱۸ ] |
| ۱۹       | تپه اولیاء                       | بارگذاری تصویر | اسلامی                                                        | شمال‌غربی شهر درگز                                                                                 | ۶۷۷       | ۲۳ فروردین ۱۳۴۶ | [ ۱۹ ] |
| ۲۰       | تپه خاخیان                       | بارگذاری تصویر | هزاره اول پیش از میلاد                                        | شرق شهر درگز                                                                                      | ۶۷۸       | ۲۳ فروردین ۱۳۴۶ | [ ۲۰ ] |
| ۲۱       | تلکی تپه                         | بارگذاری تصویر | اسلامی                                                        | یک کیلومتری جنوب یاریم‌تپه                                                                         | ۶۷۹       | ۲۳ فروردین ۱۳۴۶ | [ ۲۱ ] |
| ۲۲       | تپه خونچه                        | بارگذاری تصویر | تاریخی                                                        | مجاور روستای خونچه                                                                                | ۶۸۰       | ۲۳ فروردین ۱۳۴۶ | [ ۲۲ ] |
| ۲۳       | تپه کلات خونچه                   | بارگذاری تصویر | اسلامی                                                        | جنوب‌شرقی شهر درگز                                                                                 | ۶۸۱       | ۲۳ فروردین ۱۳۴۶ | [ ۲۳ ] |
| ۲۴       | تپه یوخار قلعه                   | بارگذاری تصویر | هزاره پنجم پیش از میلاد - دوره ساسانی                         | مجاور روستای قره قویونلو                                                                          | ۶۸۲       | ۲۳ فروردین ۱۳۴۶ | [ ۲۴ ] |
| ۲۵       | تپه پاسگاه                       | بارگذاری تصویر | هزاره پنجم پیش از میلاد - دوره ساسانی                         | شهر درگز - جنوب یاریم تپه، روبروی کلانتری ۱۲                                                      | ۶۸۳       | ۲۳ فروردین ۱۳۴۶ | [ ۲۵ ] |
| ۲۶       | نوروزتپه                         | بارگذاری تصویر | پیشاتاریخ - تاریخی                                            | شمال‌غربی ینگی‌قلعه                                                                                 | ۳۵۲۵      | ۲۵ اسفند ۱۳۷۹   | [ ۲۶ ] |
| ۲۷       | تپه شماره ۳ امامزاده اولیاء      | بارگذاری تصویر | تاریخی                                                        | روستای امامزاده اولیاء                                                                            | ۶۷۰۶      | ۱۰ دی ۱۳۸۱      | [ ۲۷ ] |
| ۲۸       | تپه شماره ۴ امامزاده اولیاء      | بارگذاری تصویر | دوره ساسانی                                                   | روستای امامزاده اولیاء                                                                            | ۶۷۰۷      | ۱۰ دی ۱۳۸۱      | [ ۲۸ ] |
| ۲۹       | جفت تپه                          | بارگذاری تصویر | اسلامی                                                        | روستای عباس قلعه                                                                                  | ۶۷۰۸      | ۱۰ دی ۱۳۸۱      | [ ۲۹ ] |
| ۳۰       | تپه جلفان                        | بارگذاری تصویر | سده‌های میانه دوره اسلامی                                      | روستای جلفان                                                                                      | ۶۷۰۹      | ۱۰ دی ۱۳۸۱      | [ ۳۰ ] |
| ۳۱       | تپه لیک شماره ۲ قمری             | بارگذاری تصویر | سده ۳ تا ۶ ق                                                  | بخش چاپشلو - روستای لیک                                                                           | ۶۷۱۰      | ۱۰ دی ۱۳۸۱      | [ ۳۱ ] |
| ۳۲       | تپه ایلاق جوق                    | بارگذاری تصویر | هزاره پنجم پیش از میلاد - سده ۴ و ۵ ق                         | روستای ایلان جوق                                                                                  | ۶۷۱۱      | ۱۰ دی ۱۳۸۱      | [ ۳۲ ] |
| ۳۳       | تپه توغان                        | بارگذاری تصویر | سده‌های اولیه و میانه دوره اسلامی                              | جنوب شهر چاپشلو                                                                                   | ۶۷۱۲      | ۱۰ دی ۱۳۸۱      | [ ۳۳ ] |
| ۳۴       | تپه قاتقلی امام                  | بارگذاری تصویر | سده ۱۲ و ۱۳ ق                                                 | روستای خاخیان                                                                                     | ۶۷۱۳      | ۱۰ دی ۱۳۸۱      | [ ۳۴ ] |
| ۳۵       | تپه پرکن                         | بارگذاری تصویر | پیشاتاریخ - تاریخی - اسلامی                                   | روستای پرکن                                                                                       | ۶۷۱۴      | ۱۰ دی ۱۳۸۱      | [ ۳۵ ] |
| ۳۶       | تپه لیک                          | بارگذاری تصویر | هزاره پتجم تا دوم پیش از میلاد - سده‌های اولیه اسلامی          | بخش چاپشلو - روستای لیک                                                                           | ۶۷۱۵      | ۱۰ دی ۱۳۸۱      | [ ۳۶ ] |
| ۳۷       | تپه و محوطه مولودآباد            | بارگذاری تصویر | دوره صفوی                                                     | روستای خیرآباد                                                                                    | ۶۷۱۶      | ۱۰ دی ۱۳۸۱      | [ ۳۷ ] |
| ۳۸       | تپه جشن‌آباد                      | بارگذاری تصویر | اسلامی                                                        | روستای جشن‌آباد                                                                                    | ۶۷۱۷      | ۱۰ دی ۱۳۸۱      | [ ۳۸ ] |
| ۳۹       | تپه شماره ۳ سعدآباد              | بارگذاری تصویر | دوره اشکانی - دوره ساسانی                                     | روستای سعدآباد                                                                                    | ۶۷۱۸      | ۱۰ دی ۱۳۸۱      | [ ۳۹ ] |
| ۴۰       | شاه‌تپه                           | بارگذاری تصویر | دوره اشکانی                                                   | بخش لطف‌آباد                                                                                       | ۶۷۲۰      | ۱۰ دی ۱۳۸۱      | [ ۴۰ ] |
| ۴۱       | تپه شماره ۲ امامزاده اولیاء      | بارگذاری تصویر | پیشاتاریخ - تاریخی                                            | روستای امامزاده اولیاء                                                                            | ۶۷۲۱      | ۱۰ دی ۱۳۸۱      | [ ۴۱ ] |
| ۴۲       | تپه دمکه                         | بارگذاری تصویر | تاریخی                                                        | بخش چاپشلو - روستای دمکه                                                                          | ۶۷۲۲      | ۱۰ دی ۱۳۸۱      | [ ۴۲ ] |
| ۴۳       | گندلی تپه                        | بارگذاری تصویر | تاریخی                                                        | روستای ینگی‌قلعه                                                                                   | ۶۷۲۳      | ۱۰ دی ۱۳۸۱      | [ ۴۳ ] |
| ۴۴       | تپه حضرت سلطان                   | بارگذاری تصویر | سده ۳ تا ۶ ق                                                  | روستای حضرت سلطان                                                                                 | ۶۷۲۴      | ۱۰ دی ۱۳۸۱      | [ ۴۴ ] |
| ۴۵       | تپه نادری                        | بارگذاری تصویر | تاریخی                                                        | یک کیلومتری شرق روستای خیرآباد                                                                    | ۶۷۲۵      | ۱۰ دی ۱۳۸۱      | [ ۴۵ ] |
| ۴۶       | تپه کوشک                         | بارگذاری تصویر | تاریخی                                                        | شهر درگز - مجاور خیابان کوشک و خیابان‌های آزادی و مدرس مابین خانه‌های مسکونی                        | ۶۷۲۶      | ۱۰ دی ۱۳۸۱      | [ ۴۶ ] |
| ۴۷       | تپه شماره ۱ امامزاده اولیاء      | بارگذاری تصویر | دوره ساسانی                                                   | روستای امامزاده اولیاء                                                                            | ۸۲۶۲      | ۲۴ فروردین ۱۳۸۲ | [ ۴۷ ] |
| ۴۸       | تپه کال کلیسا                    | بارگذاری تصویر | دوره ساسانی                                                   | روستای حضرت سلطان                                                                                 | ۸۲۶۳      | ۲۴ فروردین ۱۳۸۲ | [ ۴۸ ] |
| ۴۹       | شهر تپه                          | بارگذاری تصویر | هزاره اول پیش از میلاد                                        | شهر چاپشلو                                                                                        | ۸۲۶۴      | ۲۴ فروردین ۱۳۸۲ | [ ۴۹ ] |
| ۵۰       | تپه نوخندان                      | بارگذاری تصویر | هزاره چهارم پیش از میلاد تا تاریخی - سده‌های اولیه دوره اسلامی | مرکز شهر نوخندان                                                                                  | ۹۲۴۵      | ۲۴ تیر ۱۳۸۲     | [ ۵۰ ] |
| ۵۱       | تپه و محوطه به چنار              | بارگذاری تصویر | سده ۳ تا ۶ ق                                                  | روستای تاج‌الدین                                                                                   | ۱۰۹۱۵     | ۲۷ بهمن ۱۳۸۲    | [ ۵۱ ] |
| ۵۲       | گندلی تپه                        | بارگذاری تصویر | تاریخی                                                        | یک کیلومتری جنوب‌غربی روستای خیرآباد                                                               | ۱۲۸۷۶     | ۱۹ مرداد ۱۳۸۴   | [ ۵۲ ] |
| ۵۳       | تپه کهنه قلعه                    | بارگذاری تصویر | اواخر هزاره دوم پیش از میلاد تا تاریخی                        | شمال غربی روستای میرقلعه                                                                          | ۱۲۸۷۷     | ۱۹ مرداد ۱۳۸۴   | [ ۵۳ ] |
| ۵۴       | یاسته‌تپه                         | بارگذاری تصویر | تاریخی                                                        | روستای خیرآباد                                                                                    | ۱۲۸۷۸     | ۱۹ مرداد ۱۳۸۴   | [ ۵۴ ] |
| ۵۵       | تپه گل خندان                     | بارگذاری تصویر | تاریخی                                                        | روستای گل خندان                                                                                   | ۱۲۸۷۹     | ۱۹ مرداد ۱۳۸۴   | [ ۵۵ ] |
| ۵۶       | تپه کهنه بابا حق                 | بارگذاری تصویر | تاریخی                                                        | بخش لطف‌آباد - روستای باباحق                                                                       | ۱۲۸۸۰     | ۱۹ مرداد ۱۳۸۴   | [ ۵۶ ] |
| ۵۷       | تپه مرز                          | بارگذاری تصویر | تاریخی - اسلامی                                               | روستای میاب                                                                                       | ۱۳۱۹۰     | ۲۲ مرداد ۱۳۸۴   | [ ۵۷ ] |
| ۵۸       | تپه قصرشیرین                     | بارگذاری تصویر | تاریخی - سده ۷ و ۸ ق                                          | ۱۰۰ متری جنوب روستای خادمانلو                                                                     | ۱۳۱۹۱     | ۲۲ مرداد ۱۳۸۴   | [ ۵۸ ] |
| ۵۹       | تپه گردوسطی                      | بارگذاری تصویر | تاریخی                                                        | داخل روستای تیرگان                                                                                | ۱۳۱۹۲     | ۲۲ مرداد ۱۳۸۴   | [ ۵۹ ] |
| ۶۰       | تپه خزانه                        | بارگذاری تصویر | دوره غزنوی - دوره سلجوقی                                      | داخل روستای گپی                                                                                   | ۱۳۱۹۳     | ۲۲ مرداد ۱۳۸۴   | [ ۶۰ ] |
| ۶۱       | تپه گردعلیا                      | بارگذاری تصویر | تاریخی                                                        | داخل روستای تیرگان                                                                                | ۱۳۱۹۴     | ۲۲ مرداد ۱۳۸۴   | [ ۶۱ ] |
| ۶۲       | تپه کرناوه                       | بارگذاری تصویر | تاریخی                                                        | بخش لطف‌آباد - روستای کرناوه                                                                       | ۱۳۳۰۸     | ۲۲ مرداد ۱۳۸۴   | [ ۶۲ ] |
| ۶۳       | تپه قلعه حسینی                   | بارگذاری تصویر | سده ۳ تا ۶ ق                                                  | ۲۰۰ متری جنوب روستای دربندی علیا                                                                  | ۱۳۳۰۹     | ۲۲ مرداد ۱۳۸۴   | [ ۶۳ ] |
| ۶۴       | تپه گرد سفلی                     | بارگذاری تصویر | اواخر هزاره دوم پیش از میلاد - اوایل هزاره اول پیش از میلاد   | نرسیده به روستای تیرگان                                                                           | ۱۳۳۱۱     | ۲۲ مرداد ۱۳۸۴   | [ ۶۴ ] |
| ۶۵       | قره‌تپه                           | بارگذاری تصویر | تاریخی                                                        | ۷۰۰ متری جنوب‌غرب روستای توقی                                                                      | ۱۳۸۵۸     | ۲۵ مرداد ۱۳۸۴   | [ ۲ ]  |
| ۶۶       | تپه قره برج                      | بارگذاری تصویر | تاریخی                                                        | ۱۰۰ متری شمال روستای خیرآباد                                                                      | ۱۳۸۶۵     | ۲۵ مرداد ۱۳۸۴   | [ ۶۵ ] |
| ۶۷       | تپه زلزله خراب                   | بارگذاری تصویر | اسلامی - سده ۴ تا ۸ ق                                         | ۳ کیلومتری جنوب روستای قزلق                                                                       | ۱۳۸۶۶     | ۲۵ مرداد ۱۳۸۴   | [ ۶۶ ] |
| ۶۸       | تپه مری پالکانلو                 | بارگذاری تصویر | تاریخی - اسلامی                                               | ۱/۳ کیلومتری جنوب‌غربی روستای پالکانلو                                                             | ۱۳۸۶۷     | ۲۵ مرداد ۱۳۸۴   | [ ۶۷ ] |
| ۶۹       | تپه شمه                          | بارگذاری تصویر | تاریخی - سده‌های میانه اسلامی                                  | ۳ کیلومتری جنوب‌غربی روستای داغدار                                                                 | ۱۳۸۶۹     | ۲۵ مرداد ۱۳۸۴   | [ ۶۸ ] |
| ۷۰       | تپه مراد داشی                    | بارگذاری تصویر | تاریخی                                                        | بخش مرکزی - دو کیلومتری شمال روستای قره‌قونیلو                                                     | ۱۴۳۰۱     | ۱۶ اسفند ۱۳۸۴   | [ ۶۹ ] |
| ۷۱       | تپه کهنه قلعه شوی                | بارگذاری تصویر | سده ۵ تا ۹ ق                                                  | بخش نوخندان - غرب روستای شوی وسطی                                                                 | ۱۵۲۲۷     | ۲۴ اسفند ۱۳۸۴   | [ ۷۰ ] |
| ۷۲       | تپه سعدآباد ۱                    | بارگذاری تصویر | دوره ساسانی - اوایل اسلامی                                    | شمال‌غربی روستای سعدآباد                                                                           | ۱۵۲۳۰     | ۲۴ اسفند ۱۳۸۴   | [ ۷۱ ] |
| ۷۳       | تپه یوخار قلعه                   | بارگذاری تصویر | تاریخی - اسلامی تا دوره سلجوقی                                | جنوب‌شرقی روستای سعدآباد                                                                           | ۱۵۲۳۶     | ۲۴ اسفند ۱۳۸۴   | [ ۷۲ ] |
| ۷۴       | تپه ذولفقاری                     | بارگذاری تصویر | تاریخی                                                        | ۲۵۰ متری جنوب‌غربی روستای حق وردی                                                                  | ۱۵۲۳۷     | ۲۴ اسفند ۱۳۸۴   | [ ۷۳ ] |
| ۷۵       | تپه بابایرغان                    | بارگذاری تصویر | دوره سلجوقی - دوره تیموری                                     | ۲۰۰ متری جنوب‌غربی روستای کاهو                                                                     | ۱۵۸۸۲     | ۲۴ مرداد ۱۳۸۵   | [ ۷۴ ] |
| ۷۶       | تپه نظر                          | بارگذاری تصویر | هزاره اول پیش از میلاد                                        | جنوب روستای زیندانلو                                                                              | ۱۶۳۲۸     | ۲۴ آبان ۱۳۸۵    | [ ۷۵ ] |
| ۷۷       | تپه سیدها                        | بارگذاری تصویر | دوره ساسانی                                                   | جنوب روستای سیدها                                                                                 | ۱۶۳۳۰     | ۲۴ آبان ۱۳۸۵    | [ ۷۶ ] |
| ۷۸       | تپه سادات                        | بارگذاری تصویر | دوره ساسانی                                                   | دو کیلومتری شمال‌غربی روستای سادات                                                                 | ۱۶۳۳۳     | ۲۴ آبان ۱۳۸۵    | [ ۷۷ ] |
| ۷۹       | مراد تپه                         | بارگذاری تصویر | تاریخی                                                        | مجاور شهر لطف‌آباد                                                                                 | ۱۷۵۷۷     | ۱۲ شهریور ۱۳۸۵  | [ ۷۸ ] |
| ۸۰       | تپه سیدآباد                      | بارگذاری تصویر | تاریخی                                                        | بخش مرکزی - روستای سیدآباد                                                                        | ۱۹۱۰۱     | ۳ خرداد ۱۳۸۶    | [ ۷۹ ] |
| ۸۱       | تپه اسپیان                       | بارگذاری تصویر | سده‌های اولیه اسلامی - سده ۴ - ۷ ق                             | ؟                                                                                                 | ۲۹۰۴۹     | ۱۳ بهمن ۱۳۸۸    | [ ۲ ]  |
| ۸۲       | محوطه باستان‌شناختی تپه شیلگان    | بارگذاری تصویر | دوره ساسانی                                                   | ؟                                                                                                 | ۳۱۷۵۷     | ۲۷ خرداد ۱۳۹۶   | [ ۲ ]  |
| مجموعه‌ها |                                  |                |                                                               |                                                                                                   |           |                 |        |
| ۸۳       | مجموعه تپه‌های یومری              | بارگذاری تصویر | سده ۹ تا ۱۳ ق                                                 | ۲۰۰ متری جنوب روستای صفرقلعه                                                                      | ۱۴۳۱۷     | ۱۶ اسفند ۱۳۸۴   | [ ۸۰ ] |
| محوطه‌ها  |                                  |                |                                                               |                                                                                                   |           |                 |        |
| ۸۴       | محوطه باستانی بندیان             |                | دوره ساسانی                                                   | شمال‌غربی شهر درگز ۳۷°۲۷′۴۶٫۰″ شمالی ۵۹°۶′۵٫۴″ شرقی / ۳۷٫۴۶۲۷۷۸°شمالی ۵۹٫۱۰۱۵۰۰°شرقی               | ۱۸۴۶      | ۲۴ بهمن ۱۳۷۵    | [ ۸۱ ] |
| ۸۵       | گورستان گورگبر                   | بارگذاری تصویر | سده ۷ و ۸ ق                                                   | روستای خیرآباد                                                                                    | ۶۷۱۹      | ۱۰ دی ۱۳۸۱      | [ ۸۲ ] |
| ۸۶       | محوطه کماج خور                   | بارگذاری تصویر | سده ۸ تا ۱۱ ق                                                 | روستای کماج خور                                                                                   | ۱۰۹۲۰     | ۲۷ بهمن ۱۳۸۲    | [ ۸۳ ] |
| ۸۷       | گورستان گبرها                    | بارگذاری تصویر | سده‌های میانه اسلامی                                           | ۱۰۰ متری شمال پالکانلو سفلی                                                                       | ۱۳۱۹۵     | ۱۸ شهریور ۱۳۸۷  | [ ۸۴ ] |
| ۸۸       | محوطه شهر خراب                   | بارگذاری تصویر | تاریخی - اسلامی                                               | بخش چاپشلو - ۳۰۰ متری شرق روستای گرنی                                                             | ۱۳۳۱۰     | ۲۲ مرداد ۱۳۸۴   | [ ۸۵ ] |
| ۸۹       | محوطه نخود تپه                   | بارگذاری تصویر | تاریخی                                                        | ۳۰۰ متری شمال‌شرقی روستای حاتم قلعه                                                                | ۱۳۸۶۴     | ۲۵ آبان ۱۳۸۴    | [ ۸۶ ] |
| ۹۰       | محوطه باستانی سید عرب            | بارگذاری تصویر | تاریخی                                                        | جنوب‌شرقی شهر درگز                                                                                 | ۱۵۲۳۳     | ۲۴ اسفند ۱۳۸۴   | [ ۸۷ ] |
| ۹۱       | گورستان و بقایای قلعه حضرت سلطان | بارگذاری تصویر | سده ۹ تا ۱۳ ق                                                 | ۳۰۰ متری غرب روستای حضرت سلطان                                                                    | ۱۶۳۳۲     | ۲۴ آبان ۱۳۸۵    | [ ۸۸ ] |